# Shaowu
Shaowu är en stad på häradsnivå inom staden Nanping på prefekturnivå i provinsen Fujian i sydöstra Kina. Den ligger omkring 220 kilometer nordväst om provinshuvudstaden Fuzhou.
Shaowu är indelat i fyra stadsdelsdistrikt, tolv köpingar och tre socknar.
Stadsdelsdistrikt (jiedao):

- Shaikou (晒口街道)
- Shuibei (水北街道) [a]
- Tongtai (通泰街道)
- Zhaoyang (昭阳街道)

Köpingar (zhen):

- Chengjiao (城郊镇)
- Dabugang (大埠岗镇)
- Dazhu (大竹镇)
- Heping (和平镇)
- Hongdun (洪墩镇)
- Nakou (拿口镇)
- Shuibei (水北镇) [a]
- Weimin (卫闽镇)
- Wujiatang (吴家塘镇)
- Xiaojiafang (肖家坊镇)
- Xiasha (下沙镇)
- Yanshan (沿山镇)

Socknar (xiang):

- Guilin (桂林乡)
- Jinkeng (金坑乡)
- Zhangcuo (张厝乡)

1. 1 2  I Shaowu finns både en köping och ett stadsdelsdistrikt med namnet Shuibei.